# Алешко, Василий Иванович

Групповая фотография в Сумском художественно-историческом музее (Сумы, декабрь 1928 г.). Стоят (слева направо): Кампанцев, Панив, Головко. Сидят (слева направо): Минко, Пилипенко, Онацкий (зав. музеем), Алешко

Василий Иванович Алешко (Олешко) (псевдоним Иван Пидкова) (укр. Васи́ль Іва́нович Але́шко (Оле́шко)); 31 января (12 февраля) 1889, Сумы — не ранее 1942) — украинский советский поэт и прозаик, драматург.

## Биография
Сын ремесленника. Окончил Сумское агрономического училище в 1907 г., работал агрономом на Екатеринославщине.
С 1922 заведовал отделом сумской газеты «Плуг и молот».
В конце 1930-х годов был репрессирован.
Около 1942 года, собрав кое-какую одежду, пошел поменять ее на еду, но домой не вернулся. Попытки разыскать писателя после войны не имели успеха.

## Творчество
Дебютировал как поэт в 1907 г. В 1921 вместе с М. Семенко и М. Яловым основал «Ударную группу поэтов-футуристов».
Член организации крестьянских писателей Украины «Плуг».
Автор поэтических и юмористических сборников, рассказов, поэмы и пьесы «Пожар» (1935). Печатался в «литературно-научном вестнике», журналах «Дніпрові хвилі», «Рідний край» и др.
Основная тема произведений — сложные социальные и политические процессы на селе после революции 1917 года.

## Избранные произведения
Сборники стихов
- Поезії. Книжка перша. — Харків: Рух, 1920
- Громодор. — Харків: Всеукрлітком, 1920
- Степи цвітуть. Вибрані поезії. 1907—1927. — Одеса, 1928.

Поэма
- Димарі в квітниках. — Харків: «Цех Каменярів», 1920.

Юмористические сборники
- Божественні реп’яхи. Побутові гуморески. — Суми, 1925.
- Терниця. Побутові гуморески сільські.— Суми, 1925.
- Кислиці (гуморески). — Харків, 1927.

Рассказы
- Хліб. — Харків, 1930.
- Моторний. — Харків, 1931.

Сборники очерков
- У боях за бавовник. — Харків, 1934.

Пьесы
- Пожар. — Київ—Харків, 1935.